# Hedwig Thöne
Hedwig Thöne (* 11. Januar 1887 in Wesel; † 11. Juni 1962 in Berlin-Lichterfelde) war eine deutsche Lehrerin und Politikerin (DVP).

## Leben
Hedwig Thöne besuchte die Königin-Luise-Schule in Köln und bestand 1906 das Lehrerinnenexamen für mittlere und höhere Schulen. Darauf folgte ein dreijähriger Studienaufenthalt in England und Belgien. Ihre Studien schloss sie im Februar 1916 an der Rheinischen Friedrich-Wilhelms-Universität Bonn mit dem Staatsexamen als Oberlehrerin (pro fac. doc.) ab. Zwei Monate später trat sie als Assessorin in den Schuldienst ein. Sie war bis 1923 als Mitarbeiterin beim Provinzialschulkollegium tätig und daneben von 1916 bis 1922 Studienrätin am Lyzeum III in Köln. Am 1. Juli 1923 erfolgte ihre Ernennung als Oberschulrätin am Provinzialschulkollegium in Breslau, wo sie bis Juli 1924 tätig war. Im Anschluss wechselte sie in gleicher Funktion zum Provinzialkollegium nach Berlin, wo sie auch für die Provinz Brandenburg zuständig war. Ihre Lehrtätigkeit setzte sie in der Folgezeit als Oberschulrätin in Berlin-Steglitz und Köln fort.
Während der Zeit der Weimarer Republik trat Thöne in die Deutsche Volkspartei (DVP) ein. Im Dezember 1924 wurde sie als Abgeordnete in den Preußischen Landtag gewählt, dem sie bis 1932 angehörte. Im Parlament vertrat sie den Wahlkreis 22 (Düsseldorf-Ost).
Nach der Machtübernahme der Nationalsozialisten verblieb Thöne zunächst im Schuldienst. 1934 weigerte sie sich den Eid auf Adolf Hitler abzulegen, so dass sie ihre Funktionen aufgeben musste und aus dem Dienst ausschied. In den folgenden Jahren engagierte sie sich in der Bekennenden Kirche. Sie trat aber am 1. Januar 1936 in den Nationalsozialistischen Lehrerbund (NSLB) ein und war ab dem 1. April 1940 Mitglied der NSDAP. Von 1941 bis 1956 war sie Oberschulrätin und Oberin an der Königin-Luise-Stiftung in Berlin-Dahlem. Zuvor hatte sie bereits dem Stiftungskuratorium angehört. Hedwig Thöne lebte zuletzt in Berlin-Lichterfelde, wo sie 1962 starb. Sie wurde auf dem Parkfriedhof Lichterfelde beigesetzt.